# Apicultura în județul Cluj
Conform declarației vicepreședintelui Asociației Crescătorilor de Albine din județul Cluj, Costinel Mihăilescu, apicultorii clujeni produc circa 13% din cantitatea totală de miere din România. În anul 2003, în județ existau 725 de apicultori care creșteau peste 17.500 de familii de albine și care au produs 220 de tone de miere, din care 68 de tone au fost exportate.